# 維亞濟沃克 (盧布尼區)
49°57′11″N 32°56′13″E / 49.95306°N 32.93694°E
維亞濟沃克（烏克蘭語：В'язівок），是烏克蘭的村落，位於該國中部波爾塔瓦州，由盧布尼區負責管轄，距離泰尔内2公里，海拔高度101米，2001年該村落人口554。